# Lohrasp
Lohrasp bzw. Lohrāsp, auch (Schah) Luhrasp bzw. Luhrāsp, war der achte König des heroischen Zeitalters. Er stammte aus dem mystischen Geschlecht der iranischen Kayaniden. Seine Bedeutung als Schah wird in Firdausis Schāhnāme verkürzt dargestellt. Lohrāsp ist der Vater von Goštāsp und Großvater Esfandiyārs.

## Lohrāsp in Schahname – Sage XXVI
Lohrāsp wurde von Kai Chosrau zu seinem Nachfolger bestimmt. Die Berufung Lohrāsps war zunächst nicht unumstritten und Zāl beschwerte sich zunächst bei Kai Chosrau, dass er einen ihnen weitgehend Unbekannten als seinen Nachfolger auswählt. Kai Chosrau erklärte seine Wahl mit den Worten: 

„Er ist ein Enkel von Schah Huschang,
Ist rein von Händen und grad von Gang,
Entstammt von Peschin und Keikobad
Mit rechtlichem Sinn und weisem Rat.
Er wird tilgen der Zaubrer Spur
Und Gottes Weg machen rein und pur.
Jung wird werden die Zeit durch ihn,
Auch wird ihm ein gleicher Sohn sein verliehn.
Mir sagte der Ewige: ‚Diesen wähl!‘
Ich tat es nur auf seinen Befehl.“

Mit diesem Vers gibt Firdausi einen Hinweis auf die weitere Bedeutung Lohrāsps für die religiösen Reformen im Iran, die durch das Auftreten Zarathustras in der Zeit Lohrāsps erfolgen. Sein Sohn Goštāsp und später sein Enkel Esfandiyār werden dem Zoroastrismus im Iran zum endgültigen Durchbruch verhelfen.      

Im Weiteren geht Firdausi nur noch kurz auf das weitere Wirken Lohrāsps ein. 

„Da ließ er eine Stadt anlegen
Mit Gassen und Straßen und Marktgehengen;
Und einen Tempel genannt Barzin
Baut' er, dem höchster Glanz war verliehn.“

Azar Barzin Mehr, in der Stadt Sabzevar (früher Beihagh) gelegen, entwickelte sich zu einem der drei wichtigsten Feuertempel in der Zeit der Sassaniden. Archäologen begannen 2007 mit Ausgrabungen.